# 浜詰
浜詰（はまづめ）は、京都府京丹後市にある地名。大字としての名称は網野町浜詰（あみのちょうはまづめ）。日本海に面して浜詰海岸（夕日ヶ浦海岸）があり、夕日ヶ浦温泉の温泉街が形成されている。

## 地理

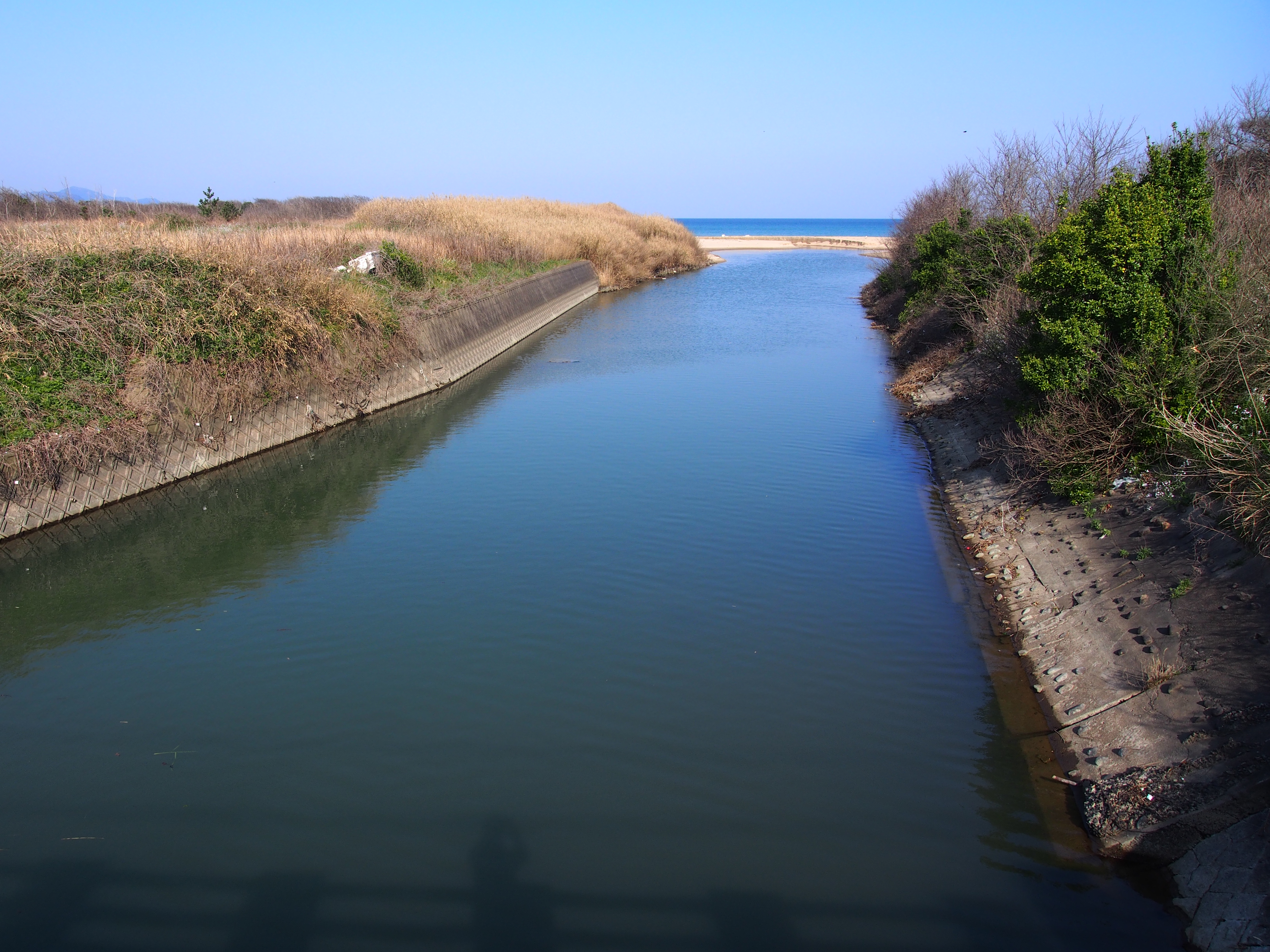
木津川

久美浜町湊宮まで約6キロメートルにわたる丹後砂丘の東端に位置し、浜を行き詰めた所ゆえに「浜詰」という。
海岸
- 日本海
  - 浜詰海岸（夕日ヶ浦海岸）- NPO法人日本列島夕陽と朝日の郷づくり協会によって日本の夕陽百選に選出されている[3]。

河川
- 木津川
- 浜詰川

小地名
- 日湊（ひみなと）
- 磯の上
- 夕日湊（よひみなと）
- 夕日ヶ浦（ゆうひがうら）
- 水舟
- 大島
- 愛宕崎

- 魚見山（うおみやま）
- ハゲ山
- 栗山（くりやま）
- 柴古山（しばこやま）
- ウシ山

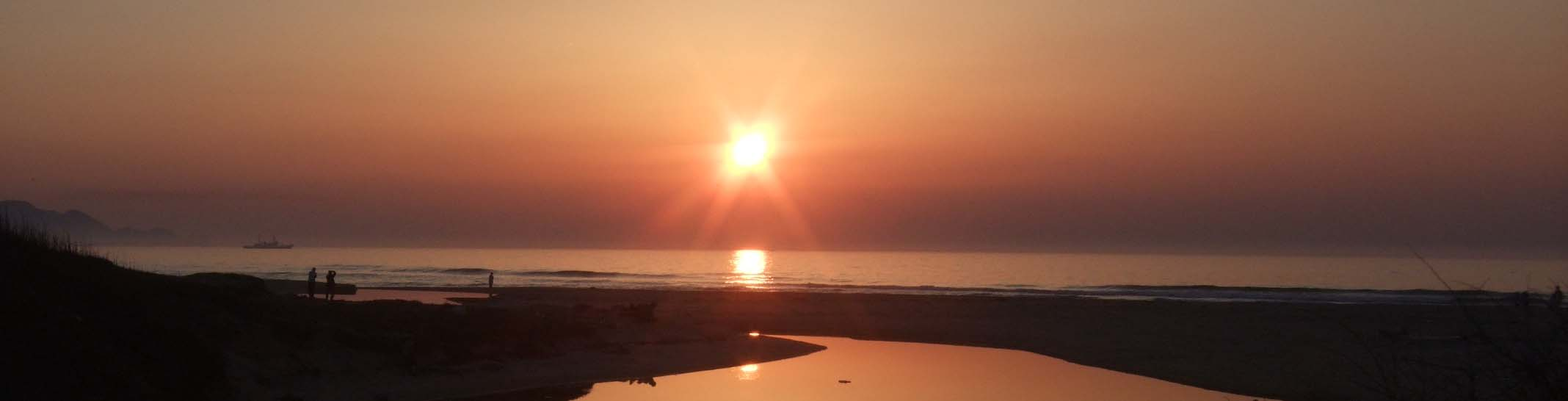
日本の夕陽百選に選出されている浜詰海岸（夕日ヶ浦海岸）の夕日

- 松露山（しょうろやま）- 栗脇（くりわき）とも称される。
- 青山
- 草原

## 歴史

### 中世以前

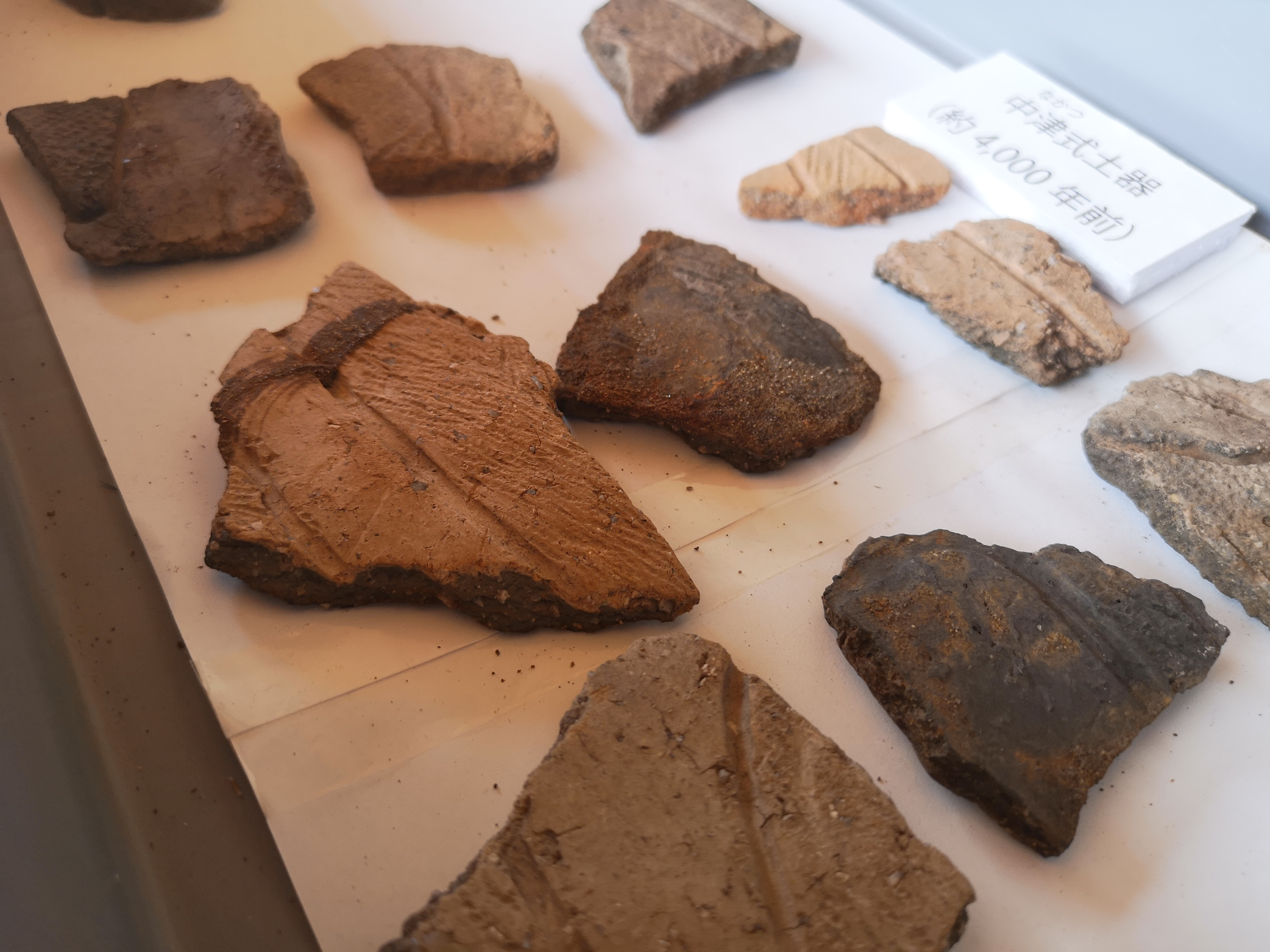
浜詰遺跡の出土物

縄文時代の遺跡として浜詰遺跡がある。縄文前期の遺物を伴う竪穴建物、縄文後期の遺物が中心の石器・骨角器・土器などが発掘された。弥生時代の遺跡としては、浜詰のすぐ外側に函石浜遺物包含地（国の史跡）がある。古墳としては3基を有する大泊古墳群があり、横穴式石室などが発見されている。
平安時代中期に編纂された『和名類聚抄』によると、この地域は竹野郡木津郷の一部だった。平安中期に編纂された『延喜式神名帳』には竹野郡の14社が掲載されており、浜詰の志布比神社も掲載されている（式内社）。一条天皇の御世である長保年間（994年-1003年）には、志布比神社付近の浜が御志起浜と呼ばれるようになり、やがて五色浜と呼ばれるようになった。
室町時代に編纂された『丹後国田数帳』によると、この地域は竹野郡木津郷の一部だった。建武4年（1338年）に一色範光が丹後国の守護に任ぜられてから、天正11年（1548年）まで約250年間にわたってこの地域は一色氏の所領であり、天正11年（1584年）からは細川氏の所領だった。

### 近世
慶長5年（1601年）からは京極氏の所領であり、寛文6年（1667年）からは幕府領であり、天和元年（1681年）からは宮津藩主である阿部正邦（対島守）の所領であり、元禄10年（1698年）からは宮津藩主である奥平昌成（大膳大夫）の所領だった。享保2年（1717年）からは幕府領であり、宝暦9年（1760年）から明治維新までは宮津藩主である松平家の所領だった。江戸時代の浜詰は木津庄浜詰村と木津庄浜分に分かれており、それぞれ幕府領と宮津藩領に分かれる場合があった。1681年（延宝9年）の『丹後石高帳』には、宮津藩領40戸、久美浜領（幕府領）60戸と記録されている。18世紀以後には丹後出身の船主が西廻航路に進出したが、浜詰にも廻船業者が存在した。

### 近代
1868年（明治元年）には久美浜県の管轄となり、1872年（明治4年）には豊岡県に組み込まれたが、1876年（明治9年）には京都府の管轄で定まった。1876年（明治9年）時点の浜詰村と浜分を合わせた戸数は271であり、網野村の265、木津村の239、浅モ川村（浅茂川村）の200などを上回っていた。1881年（明治14年）に6月には京都府知事の認可を得て、浜詰村、浜分、塩江、磯が合併して浜詰村が誕生した。それから1889年（明治22年）に町村制が施行されるまでは、木津村・浜詰村・俵野村・溝野村・日和田村の5村によって木津村外四ヶ村連合戸長制が敷かれ、木津村に置かれた戸長役場がかつての木津庄全体を統括した。
1889年（明治22年）4月1日には町村制を施行し、浜詰・磯・塩江の各集落によって浜詰村が発足した。1923年（大正12年）には福寿院の東側に浜詰村役場が建設された。大正時代には磯村から浜詰村に社（やしろ、神社）を譲渡してほしいとの依頼があり、双胴船に社を乗せて磯村の海岸まで運んだという。1927年（昭和2年）3月7日の北丹後地震後、1931年（昭和6年）には浜詰小学校グラウンドの南西側に浜詰村役場が移転した。
明治期には2度大火に見舞われ、1883年（明治16年）3月4日に58戸、（1898年明治31年）7月28日に40戸が焼失した。1921年（大正10年）10月1日、浜詰村に電灯が灯された。
大正末期には木津村を通って熊野郡に至る京都府道の建設が計画されたが、大道七治浜詰村長の誘致によって浜詰村経由とすることに成功し、1928年（昭和3年）に京都府道野中浅茂川港線が開通した。砂原を横断する京都府道には飛砂の被害が多く、1936年（昭和11年）頃からはマツの植林を中心とする砂防工事が行われた。
1933年（昭和8年）にはクリ山に京都府立第一高等女学校（現・京都府立鴨沂高等学校）の別荘が建った。この別荘は東久邇宮稔彦王が丹後を訪れた際にも使用され、東久邇宮は大道貞一郎の案内で日本海を遊覧した。

### 現代
昭和の大合併時、京都府自治制度調査委員会は浜詰村（磯を除く）と木津村の2村で合併する試案を出したが、浜詰村は網野町などとの合併を望み、木津村も浜詰村に同調した。1950年（昭和25年）4月1日、網野町・浜詰村・木津村・郷村・島津村が合併し、改めて網野町が発足した。網野町の大字として浜詰が設置されている。
1947年（昭和22年）6月には網野町網野に京都府立農事試験場丹後分場の砂丘試験地（後の京都府農林水産技術センター砂丘分室）が設置されたが、1951年（昭和26年）10月には網野町木津に移転し、1954年（昭和29年）11月には網野町浜詰に移転している。丹後地方の砂丘は他地域の砂丘よりも保水力が乏しいなどの特徴があり、その特徴を生かした農産物の研究などを行っている。砂丘分室は2001年（平成13年）3月に廃止された。
1958年（昭和33年）からは砂原だった場所の宅地造成が行われ、新開地と呼ばれる新興住宅地が建設された。定置網漁のために富山県や福井県から浜詰を訪れた漁師が定着したこと、塩江などから機織りに雇われた女工が定着したこと、浜詰の次男・三男の分家が相次いだことなどから、人口や戸数のピークは1965年（昭和40年）頃だった。
1953年（昭和28年）から1961年（昭和36年）頃まで、国道178号と京都府道665号木津網野線の交差点付近には公楽会館という劇場・映画館があった。映画の上映を中心として芝居の上演なども行われ、こけら落とし公演には京都から歌舞伎の劇団が招待された。にあった。公楽会館が存在した時期は新開地の整備と同時期だったため、公楽会館周辺が浜詰の中心地になっていった。
2004年（平成16年）4月1日、竹野郡網野町、丹後町、弥栄町、中郡峰山町、大宮町、熊野郡久美浜町が新設合併して京丹後市が発足した。京丹後市の大字として網野町浜詰が設置されている。

## 経済

### 観光業
浜詰には夕日ヶ浦温泉の温泉街が広がる。
1932年（昭和7年）には国鉄宮津線（現・京都丹後鉄道宮豊線）が全線開通し、浜詰村に隣接する木津村に丹後木津駅（現・夕日ヶ浦木津温泉駅）が設置されると、浜詰村は海水浴場を開設して観光客の誘致に取り組んだ。高度経済成長期には民宿は専業化し、1968年（昭和43年）には浜詰観光協会が設置された。1996年（平成8年）時点では旅館30、民宿4を有する観光地となっている。
2014年（平成26年）度の京都縦貫自動車道の全面開通にあたっては、京都府の観光振興を図った「海の京都」構想の北部7カ所への重点投資先のひとつとして、京丹後市のなかからは温泉地である浜詰から久美浜湾岸地域が選定された。同年6月28日には「海の京都」構想と連動した京丹後市の「日本一の砂浜海岸づくり」の一環で、元ビーチバレー五輪代表選手の朝日健太郎の発案により、浜詰海岸を発着点とし久美浜町の葛野浜で折り返す「サンセットビーチランin京丹後」が開催された。
2020年（令和2年）には、新しい観光地のシンボルとして浜詰海岸を臨むスポット「浜詰 夕日の丘」が誕生した。元々1972年頃に建てられた「府青少年浜詰の家」（98年火災で焼失）の跡地であり、「観光地の新たな目玉施設を」と同地区が夕日ヶ浦観光協会などと連携し、市の補助金を受け、2017年より整備が行われた。2020年春に完成したが、新型コロナウイルスの影響や下草の成長を考慮し、同年秋にオープン。同年9月13日に除幕式が行われた際、地元の市立橘小学校6年生20名が、総合学習の授業で作詞した歌「ぼくらの夕日ヶ浦」を合唱で披露した。夕日の丘は、約3300平方メートル、浜詰園地夕日公園の北側に位置し、「YUHIGAURA」のモニュメントを据えたステージが設置されている。モニュメントの台座にちりばめられたタイルの中には、2個だけハートの形をしたタイルが隠されており、恋の聖地としても期待されている。

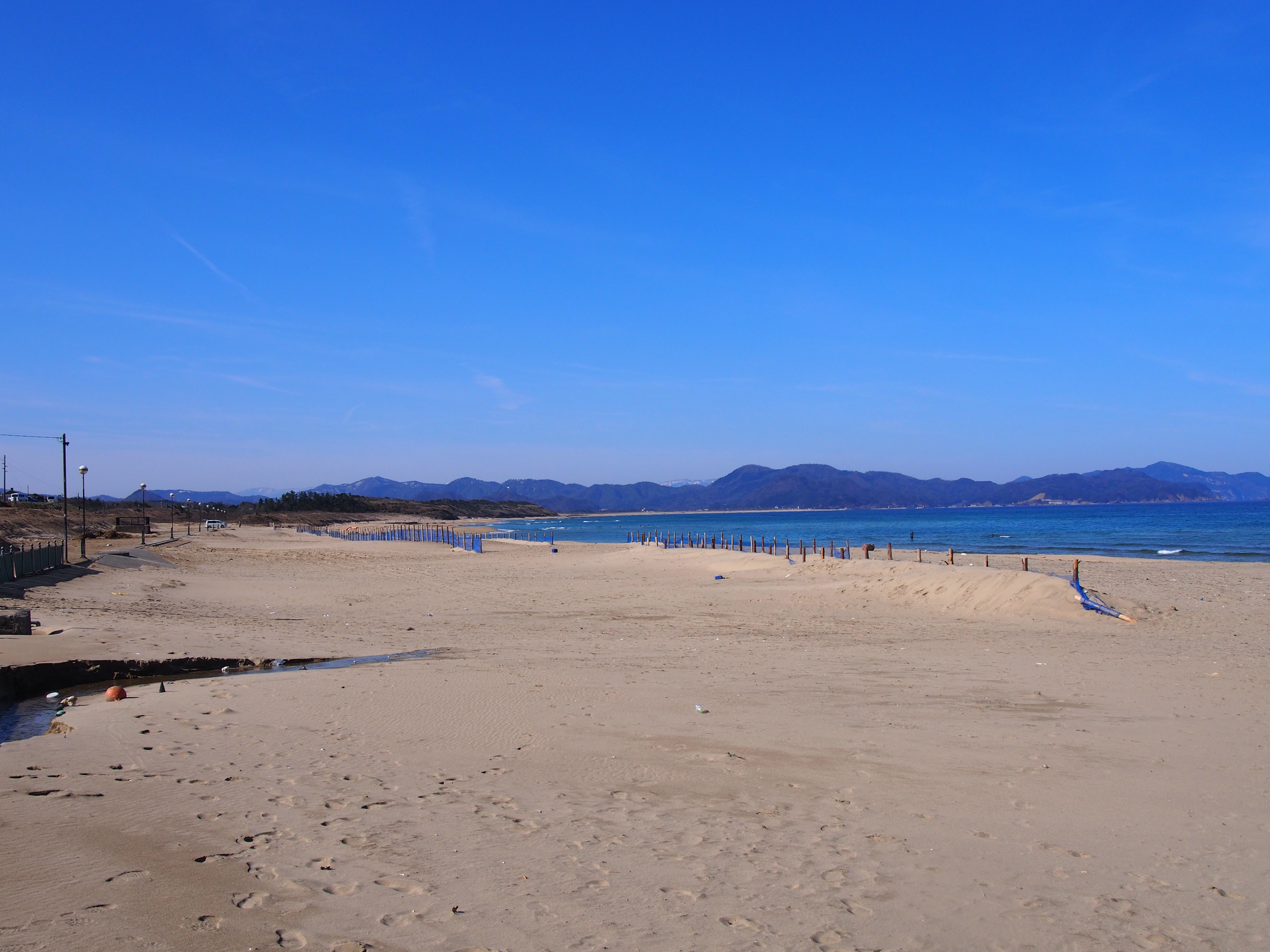
浜詰海岸
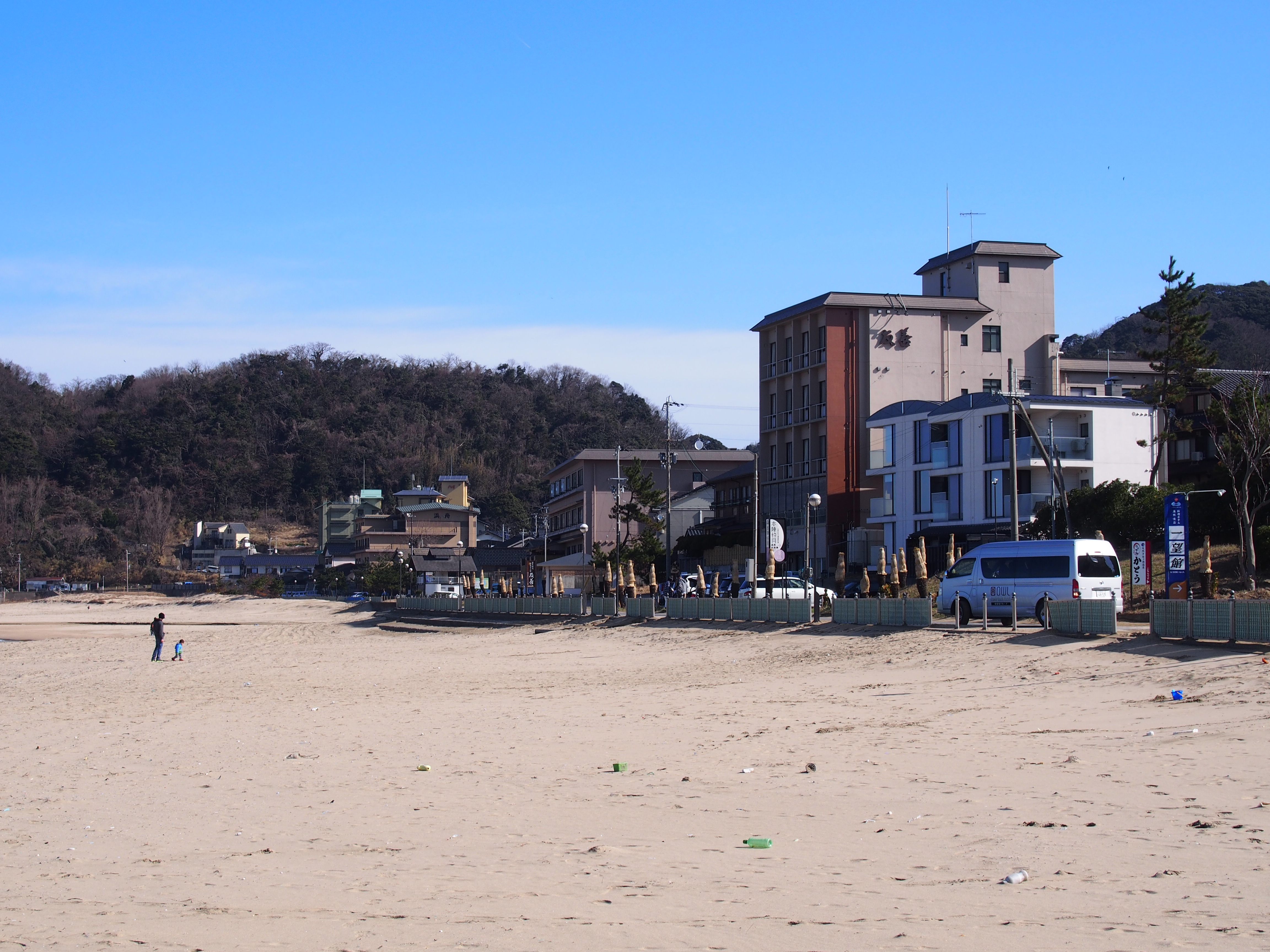
浜詰海岸と夕日ヶ浦温泉の旅館街
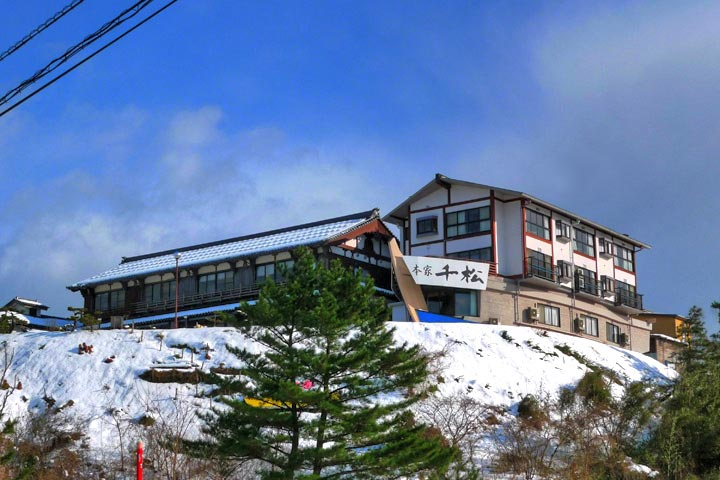
夕日ヶ浦温泉の旅館（本家千松）
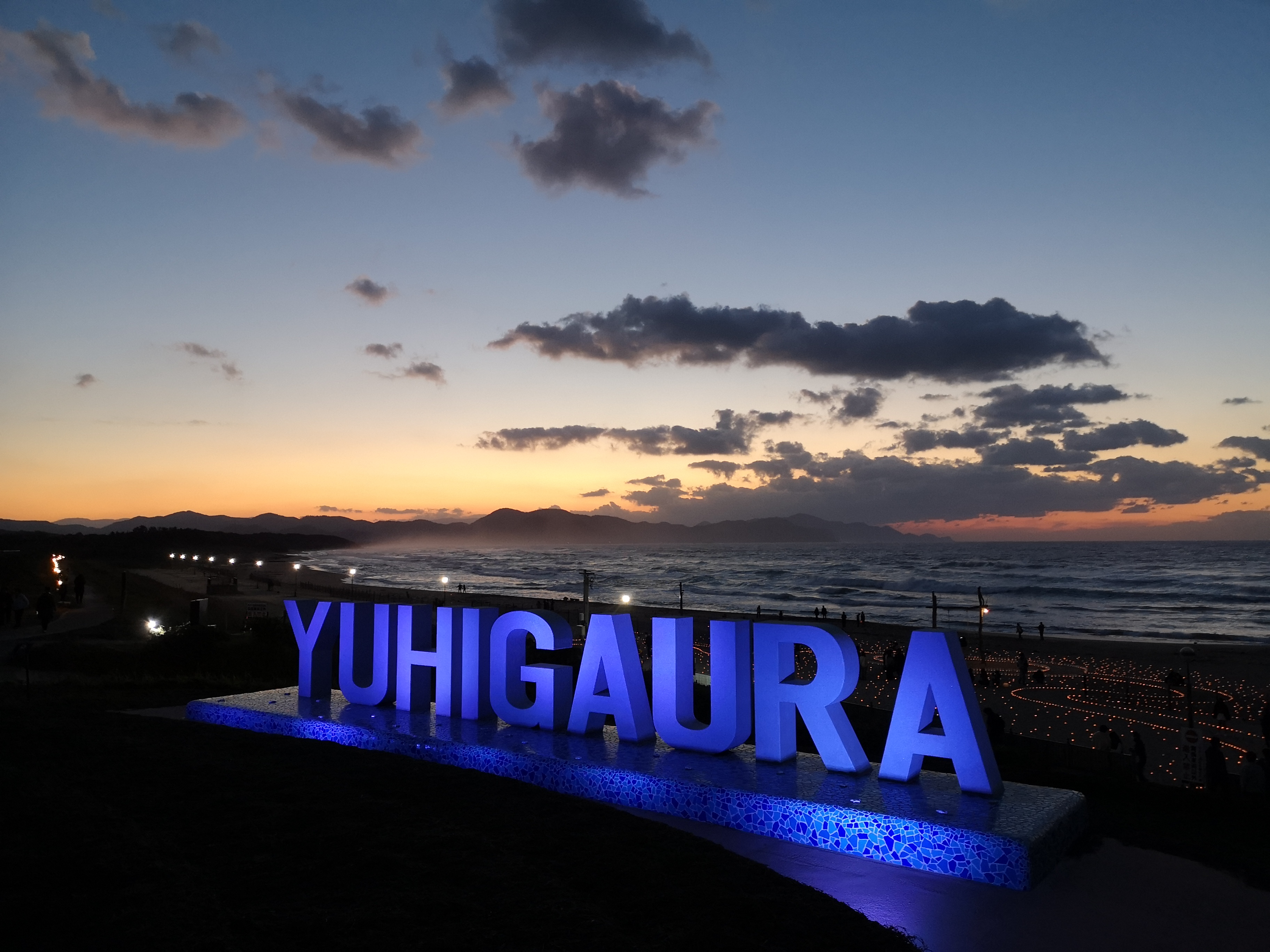
「浜詰 夕日の丘」モニュメント

### 機業
浜詰村の周辺には農地となる平地が少なく、降雪量や降水量の多い土地であるため、地場産業として機業（丹後ちりめん）に取り組んできた。当初の機業は農家の副業だったが、大正時代から昭和初期には機業が主体となり、やがて機業の専業に発展した。戦後の1958年（昭和33年）頃には機業が急速に増加したが、1970年（昭和45年）頃には陰りを見せるようになった。
機業を行う家を「ハタヤ」「オリヤ」などと称した。2007年（平成19年）には丹後ちりめん織を行う機業者は2～3戸にとどまり、西陣織が67～68戸を占めるようになった。

### 製塩
古くは海水を砂浜に撒いて太陽光で乾燥させたうえで釜小屋で炊き上げる「シオタキ（塩炊き）」により製塩をおこなった。塩炊きのための割木は与謝郡の山村や世屋から購入し、炊き上げた塩は中郡や熊野郡の米農家と「米一升塩一升」で交換していたが、1877年（明治10年）に荒波を受けて塩田がすべて失われたと伝えられる。その後、戦地から帰還した兵士が製塩を始めたのを契機に再び浜詰全域で行われ、終戦後数年間は浜詰住民の生活の糧となったが、織物業が発展した1950年代に入り廃れた。

### 漁業

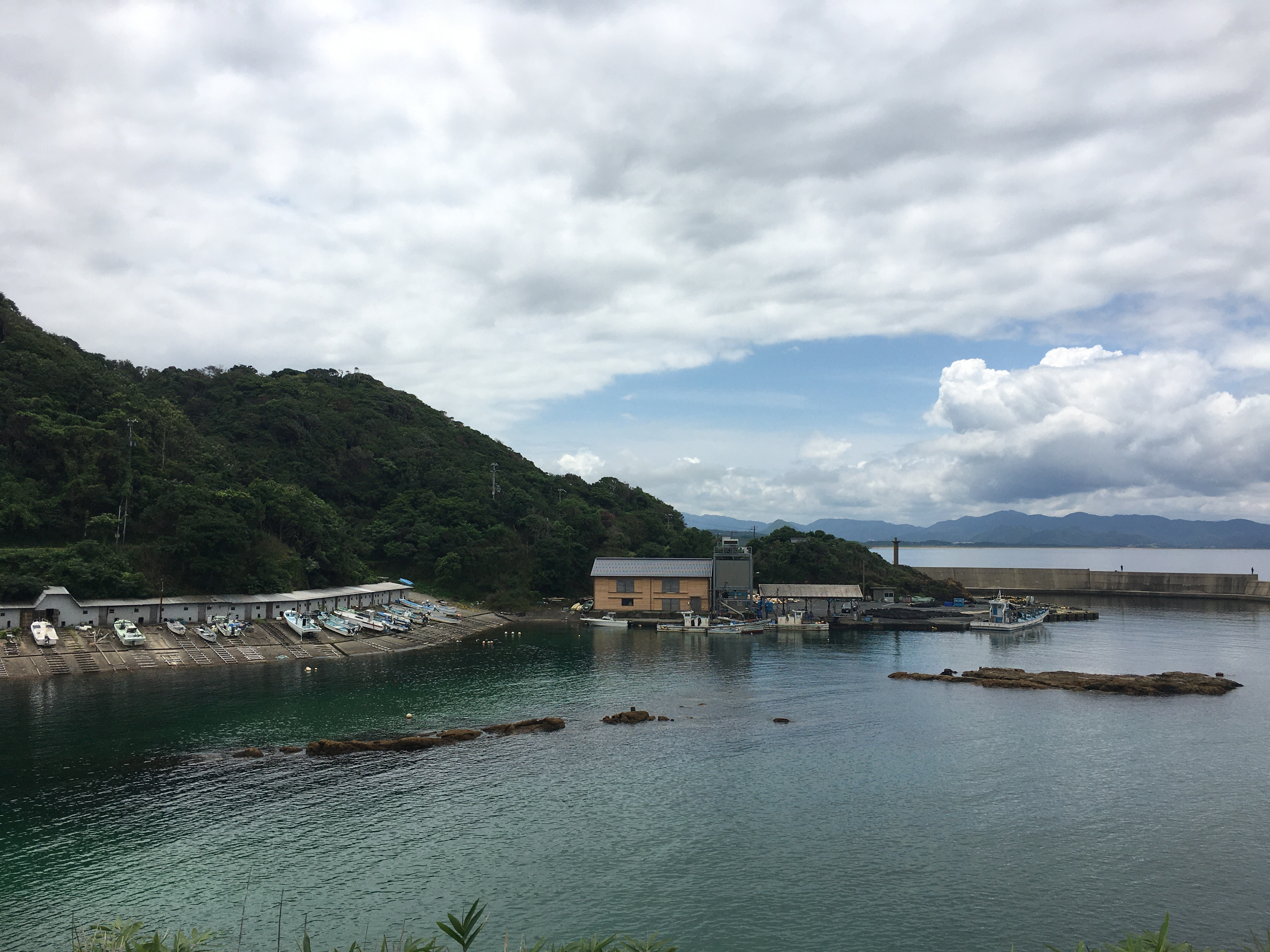
浜詰漁港

1904年（明治37年）頃の浜詰村では、255戸のうち236戸が専業または兼業の漁業従事者であり、漁業依存度の高い村だった。明治期には1885年（明治18年）に鳥取県の漁師からアゴ旋網漁を教わり、兵庫県竹野の漁夫からはフグ落網漁を習い受けた。また、1903年（明治36年）に浜詰漁業組合が成立すると、1908年（明治41年）に組合として津居山漁師から鯖延縄漁を見習い受けた。
かつては村内に大敷網の網元がいて、村人20人ほどが雇われて漁をした。21世紀初頭においては、生産組合の大敷網で組合員全員が漁をおこなっている。ワカメ、アワビ、サザエ、ナマコ、沖ダコなどが漁獲される。

### 農業
戦前から戦後にかけての農業

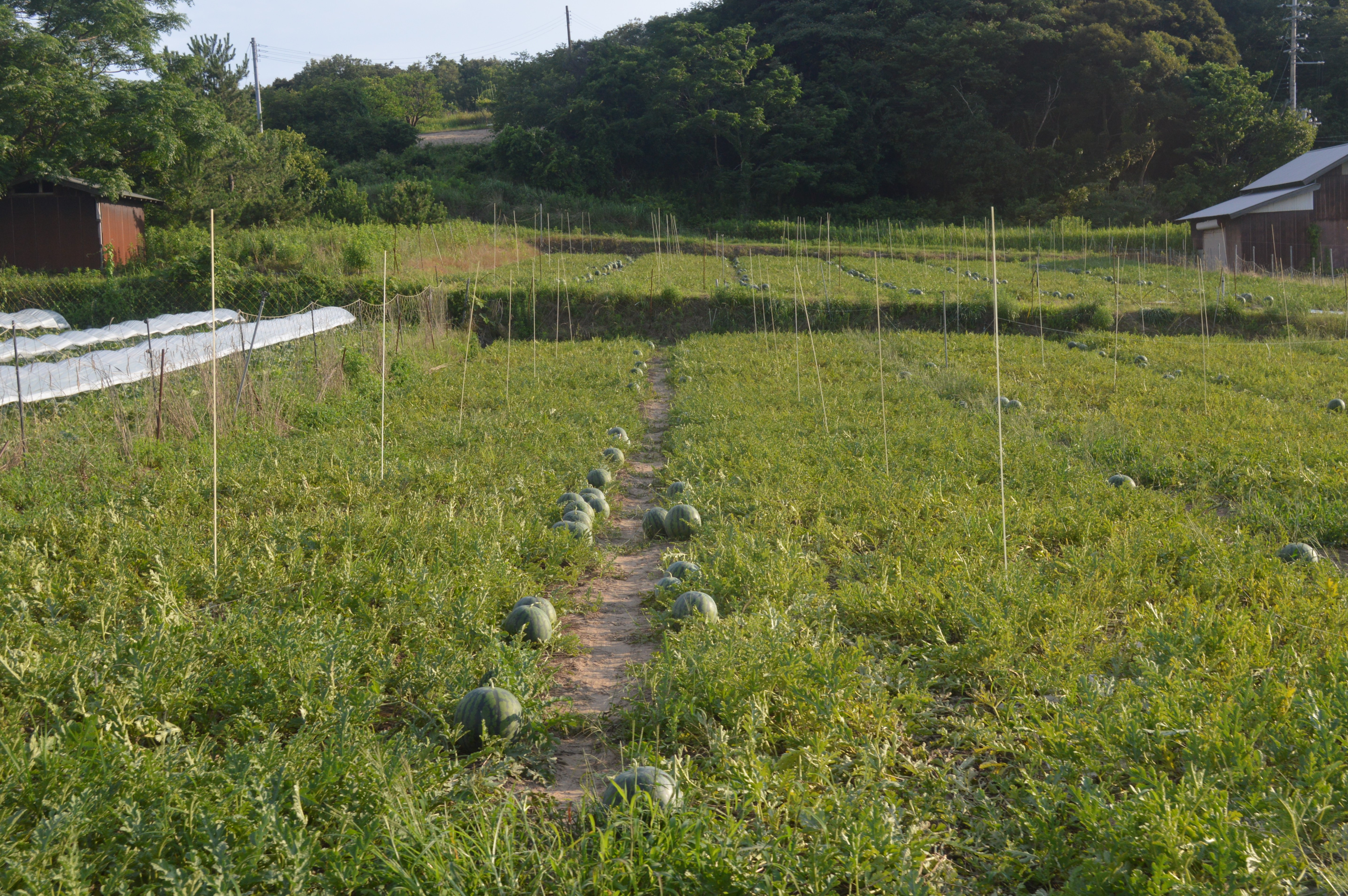
浜詰に隣接する網野町俵野にあるスイカ畑

1935年（昭和10年）時点の浜詰村における果物の生産量は、モモが10,950円、ブドウが1,685円、ナシが507円、カキが140円だった。太平洋戦争中の1944年（昭和19年）には砂丘でのモモ（白桃）の生産がピークを迎えたが、モモの生産量は急速に減少していき、2014年時点で生産している農家はない。昭和20年代には日本海岸に飛砂防備林が造成され、1955年（昭和30年）から1956年（昭和31年）には勝田池を水源とする灌漑施設が完成すると、砂丘における農業が発展した。
スイカ
浜詰砂丘では1912年（明治45年）からスイカの栽培が行われていたものの、栽培面積が拡大したのは昭和30年代であり、浜詰砂丘スイカは京都や大阪でも名が知られるようになった。1970年（昭和45年）の販売金額は3477万1000円に達し、1971年（昭和46年）には富研連盟全国協議会からスイカ生産優秀組合として表彰されたが、スイカの生産面積は同年をピークとして減少していった。
チューリップ
1939年（昭和14年）には浜詰村でチューリップの球根の栽培が開始され、戦後の1947年（昭和22年）には本格的な栽培が始まった。浜詰でチューリップ球根栽培が盛んになった理由には、日本で最も早く花が咲く産地であること、球根の採花率が良いことなどが挙げられる。チューリップ球根栽培のピークは1974年（昭和49年）であり、栽培金額は2741万円、球数は148万5000球だった。1986年（昭和61年）頃から球根の栽培は減少し、その後は球根ではなくチューリップの切花産地に転換している。
メロン
1957年（昭和32年）頃には浜詰村でメロンの栽培が始まり、昭和40年代には技術革新によって生産が安定した。1964年（昭和39年）のメロンの販売金額は6万4000円だったが、1970年（昭和45年）には751万4000円、1978年（昭和53年）には1434万3000円、1994年（平成6年）には4063万5000円となっている。
サツマイモ
戦後にはサツマイモがまったく栽培されなくなった時期もあったが、1981年（昭和56年）以降には本格的な栽培が始まり、1994年（平成6年）の販売金額は2327万8000円に達している。品種としては鳴門金時、ハクシュアカ、護国、農林一号などが栽培されているが、鳴門金時を改良して「砂丘金時」と称した銘柄芋が、21世紀初頭においては特産品となっている。1950年（昭和25年）頃にはサツマイモで芋飴を作る郷土食があったが、21世紀においては芋焼酎の製造用としての需要が増大した。
その他の生産物
戦前から戦後にはナシも栽培されていたが、1959年（昭和34年）頃をピークに生産量は減少した。

## 世帯数と人口
明治時代末期の浜詰の戸数は109戸、1933年（昭和8年）の時点で120戸、1955年（昭和30年）頃は140～150戸ほどがあり、1965年（昭和40年）には240戸前後だった
。
浜詰では1958年（昭和33年）から1973年（昭和48年）までの間に4度の宅地造成が行われ、希望者に貸付した。その際、浜詰区内の世帯の次男三男には優先的に貸付が行われ、地区民の流出を防いだ。漁業や農家を継がない次男三男はこうした貸付地で機業（織物業）へと転業していき、1975年（昭和50年）頃の一時期は全戸数の約半数の200戸以上を機業が占めた。2007年（平成19年）には全戸数450戸ほどのうち、機業は70戸のみとなっている。
| 人口の変遷         | 人口の変遷 | 人口の変遷 |  |
| ------------------ | ---------- | ---------- |  |
| 1925年（大正14年） | 743人      |            |  |
| 1935年（昭和10年） | 1,066人    |            |  |
| 1970年（昭和45年） | 2,300人    |            |  |
| 1975年（昭和50年） | 2,354人    |            |  |
| 1980年（昭和55年） | 2,283人    |            |  |
| 1985年（昭和60年） | 2,156人    |            |  |
| 1995年（平成2年）  | 2,087人    |            |  |
| 1995年（平成7年）  | 1,971人    |            |  |

| 世帯数の変遷       | 世帯数の変遷 | 世帯数の変遷 |  |
| ------------------ | ------------ | ------------ |  |
| 1925年（大正14年） | 134戸        |              |  |
| 1935年（昭和10年） | 156戸        |              |  |
| 1970年（昭和45年） | 487戸        |              |  |
| 1975年（昭和50年） | 527戸        |              |  |
| 1980年（昭和55年） | 546戸        |              |  |
| 1985年（昭和60年） | 527戸        |              |  |
| 1990年（平成2年）  | 548戸        |              |  |
| 1995年（平成7年）  | 523戸        |              |  |

- グラフの人口・世帯数は、1925年（大正14年）および1935年（昭和10年）については『浜詰のあゆみ』より[54]、1970年（昭和45年）以降は国勢調査による[55]。

## 交通
明治末期から昭和初期まで、浜詰から宮津を訪れる際は道路を、浜詰から豊岡を訪れる際は船舶を使うのが主流だった。1932年（昭和7年）には国鉄宮津線（現・京都丹後鉄道宮豊線）が全線開通し、浜詰村に隣接する木津村には丹後木津駅（現・夕日ヶ浦木津温泉駅）が設置された。1965年（昭和40年）頃には浜詰にバス路線が開設された。

## 教育

### 浜詰小学校
浜詰小学校の歴史
1872年（明治5年）に学制が発布されると、1877年（明治10年）1月には第三大学区第九番中学区丹後竹野郡第一小学として浜詰学校が設立された。1878年（明治11年）には竹野郡第四組浜詰小学校に改称し、1882年（明治15年）には竹野郡第二十四番学区浜詰小学校に改称した。近世の浜詰村には寺子屋があったが、浜詰学校設立後の1881年（明治14年）に廃止されている。1888年（明治21年）7月には浜詰村簡易小学校に改称し、同年12月には浜詰尋常小学校に改称した。
1909年（明治42年）1月20日には児童数の急増によって同一地点に新校舎が建設された。浜詰村の進学希望者は木津尋常高等小学校に通っていたが、1923年（大正12年）3月には浜詰学校に高等科が設置され、浜詰尋常高等小学校に改称した。1927年（昭和2年）3月7日の北丹後地震では校舎が半壊し、2人の児童が死亡、7人の児童が負傷している。1941年（昭和16年）4月1日には国民学校令によって浜詰国民学校に改称した。太平洋戦争末期の1945年（昭和20年）4月4日には、舞鶴市立新舞鶴小学校から100人の児童を学童疎開で受け入れた。受入先は坂本屋旅館と千松楼で79人、福寿院が21人である。
1947年（昭和22年）4月1日には学校教育法が施行され、浜詰村立浜詰小学校に改称した。1950年（昭和25年）4月1日には合併によって網野町が発足したことから、網野町立浜詰小学校に改称した。戦後には児童数の急増による狭隘化や建物の老朽化が進んだことから、1972年（昭和47年）4月1日には浜詰小学校と網野町立木津小学校が名目上合併して網野町立橘小学校が開校した。開校直後は浜詰小学校の校舎が橘小学校浜詰校舎として使用され、木津小学校が橘小学校木津校舎となり、両校舎を行き来する教職員は橘小学校を「長い廊下の小学校」と呼んでいた。校舎統合の遅れは新校舎建設予定地にあった木津の保安林の指定解除に時間を要したもので、1974年（昭和49年）4月19日に橘小学校の独立校舎が完成した。同年3月31日には橘小学校浜詰校舎の閉校式が行われ、1975年（昭和50年）8月には閉校記念誌『浜詰小学校記念誌』が発行された。浜詰小学校の校地は福寿院の南東にあり、現在はグラウンドが残っている。
浜詰小学校の児童数
| 浜詰小学校の児童数 | 浜詰小学校の児童数 | 浜詰小学校の児童数 |  |
| ------------------ | ------------------ | ------------------ |  |
| 1877年（明治10年） | 47人               |                    |  |
| 1887年（明治20年） | 49人               |                    |  |
| 1897年（明治30年） | 87人               |                    |  |
| 1907年（明治40年） | 147人              |                    |  |
| 1916年（大正5年）  | 113人              |                    |  |
| 1926年（大正15年） | 220人              |                    |  |
| 1935年（昭和10年） | 216人              |                    |  |
| 1945年（昭和20年） | 320人              |                    |  |
| 1955年（昭和30年） | 273人              |                    |  |
| 1965年（昭和40年） | 191人              |                    |  |
| 1973年（昭和48年） | 233人              |                    |  |

## 市民活動
浜詰の旅館経営者ら7名で結成された「楽夕会（楽しい夕日ヶ浦をつくる会）」や「夕日ヶ浦観光協会」、「ヒカリ美術館」のプロデュースなどにより、浜詰の美観を活用した地域振興策が展開されている。
八ヶ山夕桜公園および展望台
楽夕会が2017年（平成29年）4月に開設した。かつては丹後ちりめん工場の床材であったマツ板や梨園のパイプを活用し、夕日ヶ浦温泉郷のほぼ中心に位置する八ヶ山の山頂付近（標高約50メートル地点）に、展望デッキ（幅約5メートル、奥行約4メートル、定員15名）を設置したもので、日本海と浜詰の街並みを一望できる。
八ヶ山の斜面にはかつては段々畑が広がっていたが、約30年前に耕作放棄されて以降、雑木が生い茂り荒廃していた。楽夕会は、冬のカニと夏の海水浴シーズンの間の春の観光の目玉とすべく桜の植樹を計画し、2016年（平成28年）夏に切り開き、展望デッキ設置に先立つ2017年（平成29年）3月に橘小学校の6年生児童20名を含む浜詰地区住民、夕日ヶ浦観光協会会員ら総勢100名によって、オオヤマザクラの苗木100本が山の斜面に植樹された。桜の苗木は公益財団法人日本さくらの会に寄贈によるもので、土地3000平方メートルは土地所有者から無償で提供された。
ビーチブランコ「ゆらり」
夕日ヶ浦観光協会がカニと海水浴の集客が見込めない春秋の観光客増加をねらって浜詰海岸に設置した高さ約5メートル、幅約4メートルの木製ブランコ。2017年（平成29年）に初代が設置され、2020年現在は2代目が設置されている。ブランコ本体には山林の整備で切り出した雑木が使用されているが、環境保全への啓発も兼ねて、ロープや椅子には流木など海岸漂着物を利用する。
夕日ヶ浦観光協会は、平成初期をピークに海水浴客がほぼ半減した浜詰海岸に手作りのウォータースライダーを設置したり、海開き当日に旅館経営者と宿泊客らが2100本の蝋燭で浜辺を照らすイベント「キャンドルナイトin夕日ヶ浦」なども行っている。
夕日を見よう茜色の祭典
地元在住の現代芸術作家・池田修造（ヒカリ美術館）ら住民有志による実行委員会が主催し、浜詰海岸の美観をまちおこしにつなげるべく2013年（平成25年）に開催された芸術祭。8月の数日間、夕刻から浜詰海岸で地元産の食や酒を提供する店舗が軒を連ね、1000個の竹灯籠と篝火に照らされた砂浜で、世界的サウンドアーティストの鈴木昭男らによる音楽演奏やダンスが披露された。

ビーチブランコ「ゆらり」（2020年7月）
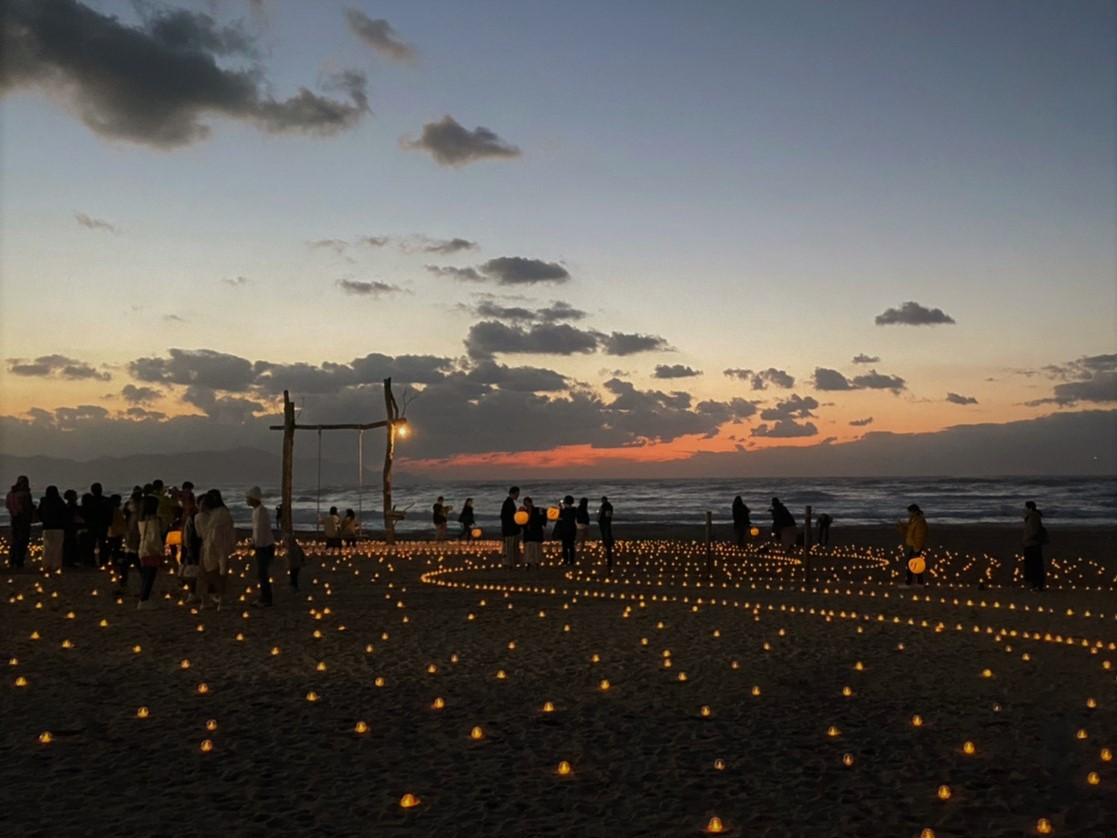
浜詰海岸キャンドルナイト2020の様子（2020年10月）
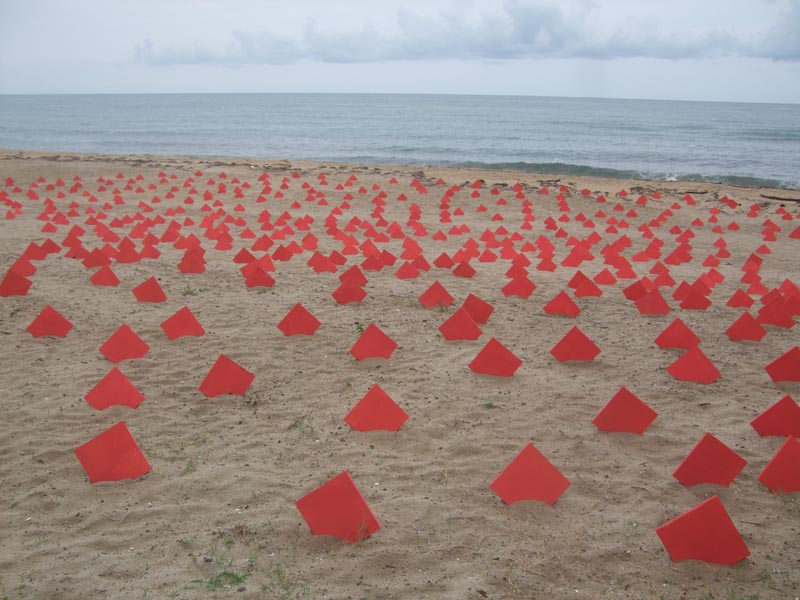
丹後建国1300年 茜色の祭典（2013年）

## 名所・旧跡
- 浜詰遺跡 - 縄文時代後期の遺跡。1958年（昭和33年）に発掘調査が行われ、2か所の貝塚と1棟の竪穴建物跡が発見された[77]。1976年（昭和51年）3月1日に京丹後市指定史跡に指定[78]。竪穴建物が復元されている。
- 大泊古墳群 - 横穴式石室があったとされる3基の古墳。
- 林古墳 - 人骨・勾玉・土器などの遺物が出土した古墳。
- 志布比神社 - 浜詰の村社。『竹野郡誌』によると創立年代は不詳だが、延長5年（927年）に編纂された『延喜式神名帳』に掲載されている（式内社）[79]。
- 福寿院 - 臨済宗妙心寺派の寺院。山号は萬久山[80]。本尊は准胝観世音菩薩[80]。寛永19年（1642年）に白峰石牛首座禅師によって建立され、宮津の智恩寺の中興開山である別源宗調大和尚を開山としている[80]。もとは木津村の万松寺の末寺だった[80]。1927年（昭和2年）3月7日の北丹後地震では本堂などが全壊したが、1933年（昭和8年）には12世楊宗恵順和尚によって本堂などが再建された[80]。昭和30年代後半まで、福寿院の海側には立派なクロマツが何本も立っており、鐘楼堂の脇にはひときわ大きなクロマツがあった[81]。2002年（平成14年）には魚や蟹の供養を行う夕日魚籃観音が建立され、9月29日には開眼落慶式が行われた[82][83]。魚籃観音は海の岩場にいる観音を模しており、自然石にみかん彫りで製作されている[82]。観音が座る蓮華座には丹後の豊かな海を表す魚群が彫られており、観音が手に持つ魚籠などには丹後の特産品である松葉ガニが彫られている[83]。
- 八ヶ山 - 浜詰海岸と夕日ヶ浦温泉街を一望できる標高100メートル程度の景勝地。かつては斜面に段々畑が広がっていたが、1980年代には耕作放棄されていた。2016年（平成28年）から2017年（平成29年）にかけて、地元有志により夕桜公園として整備され、展望台が設置された[67]。
- 地蔵石仏 - 浜詰集落内13カ所の路傍に地蔵石仏があり、8月23日の地蔵盆に子供会とその保護者によって地蔵和讃を唱える風習がある。京丹後市の他地域で見られる「化粧地蔵」は浜詰ではおこなわれていない[84]。

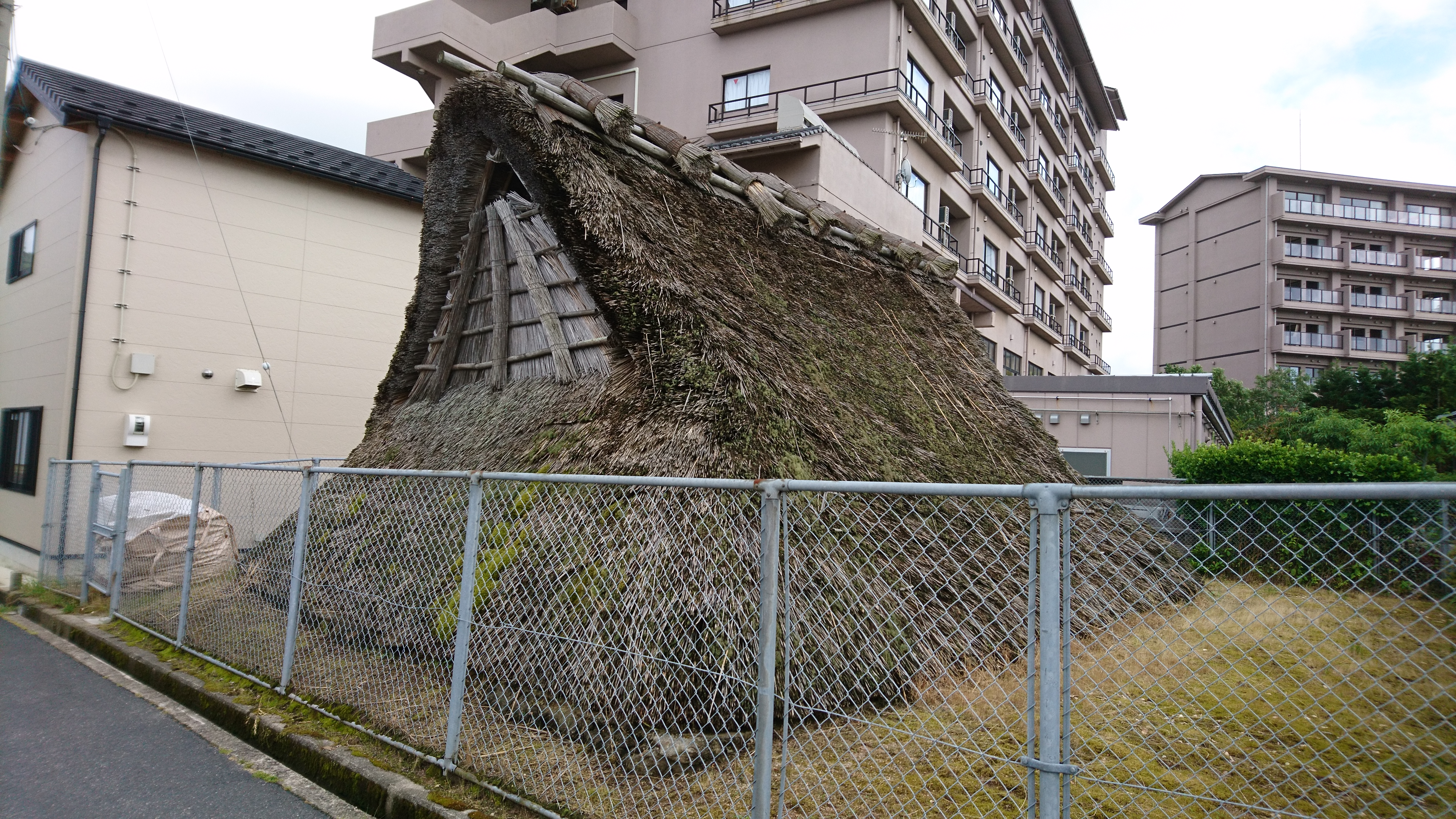
浜詰遺跡復元竪穴建物
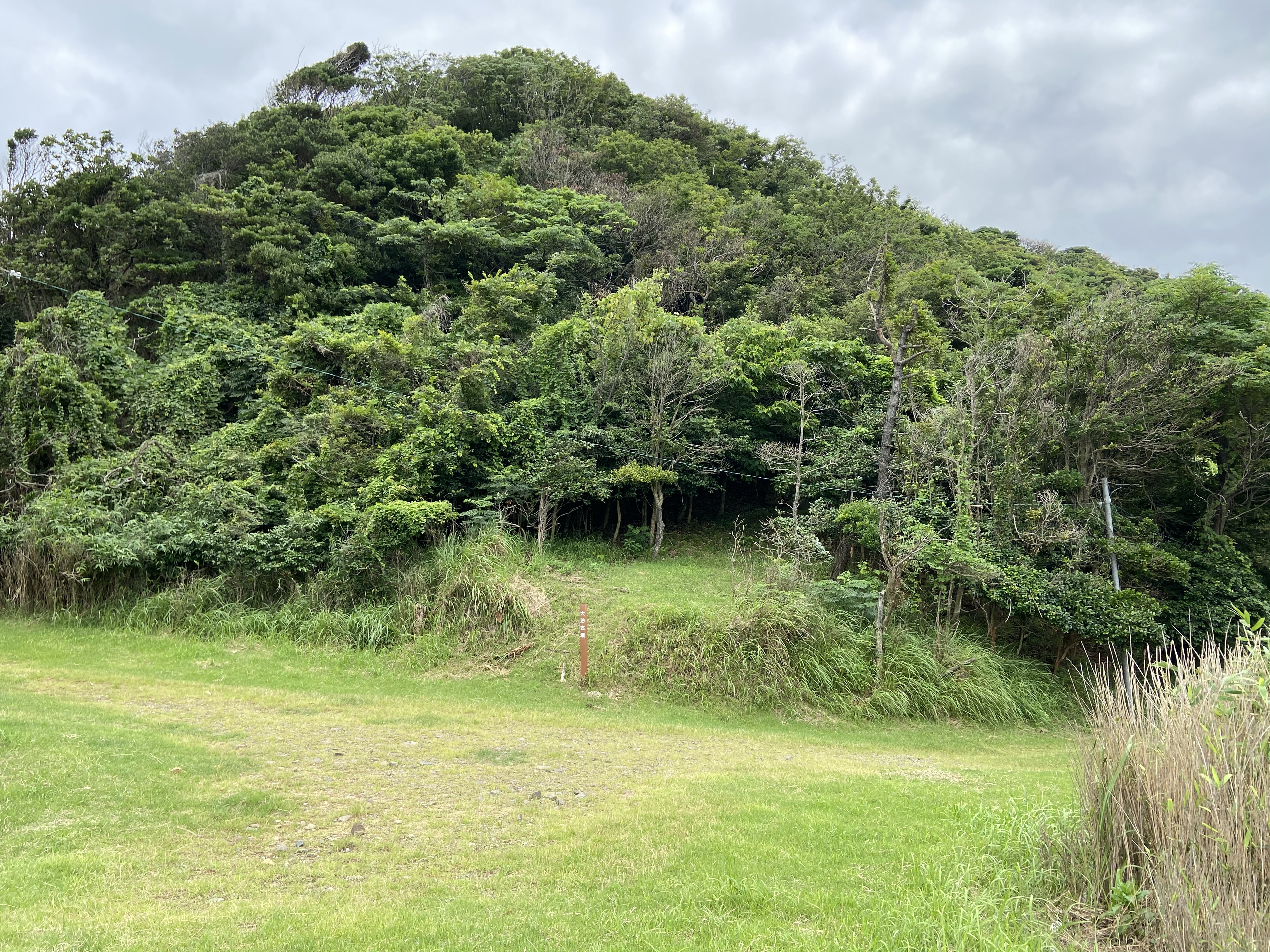
大泊古墳群
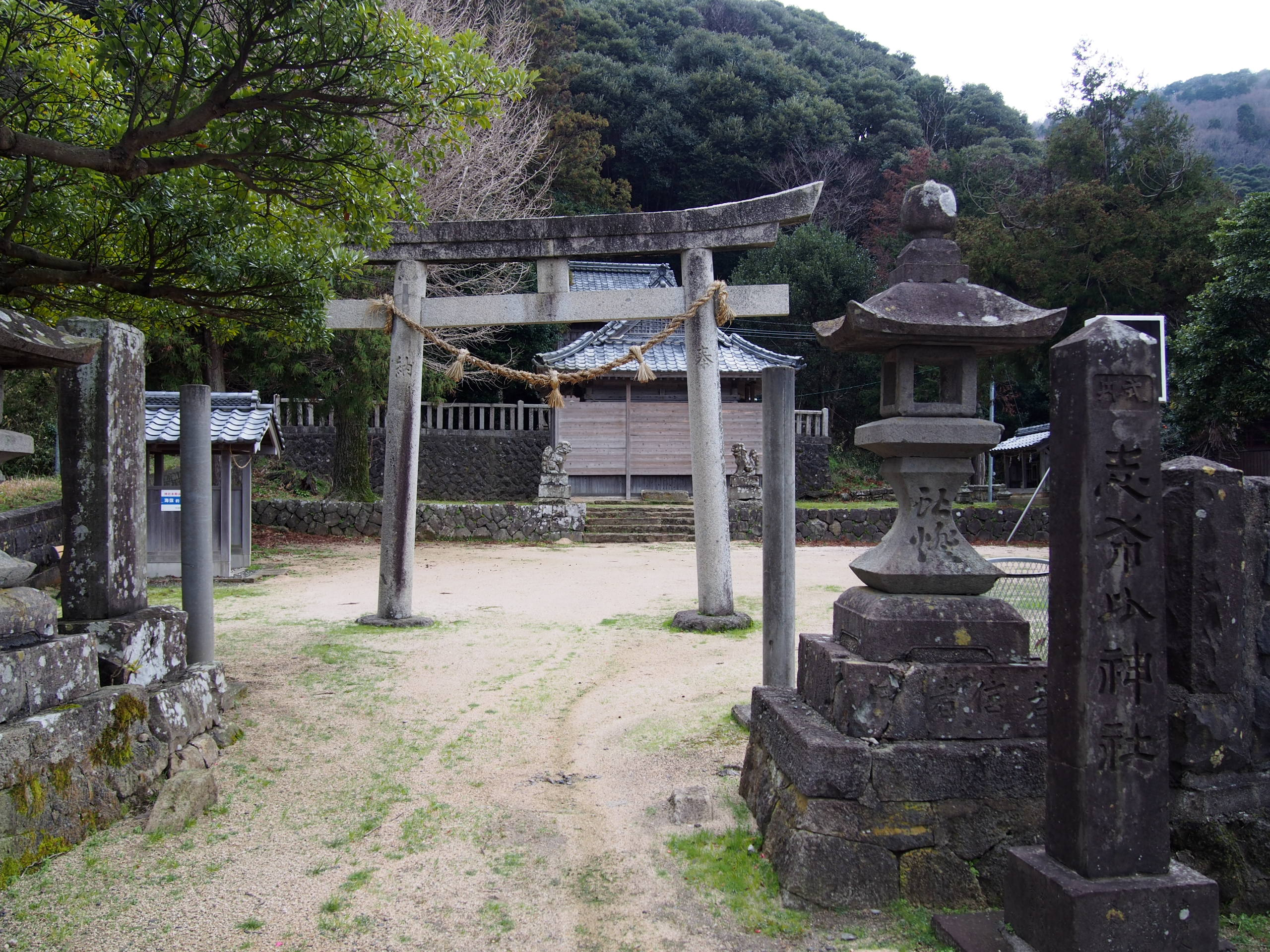
志布比神社境内
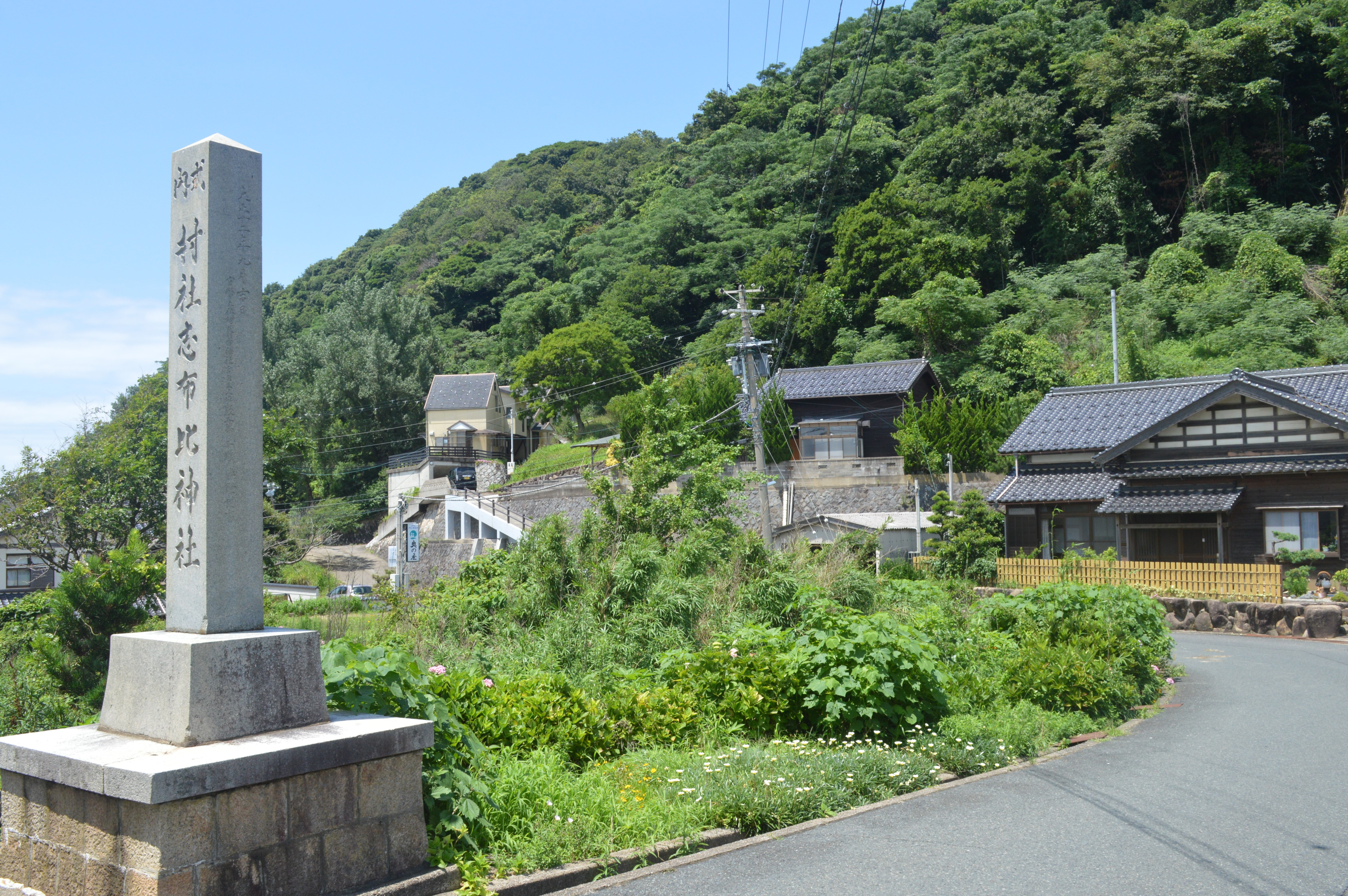
志布比神社の遠景と社号標
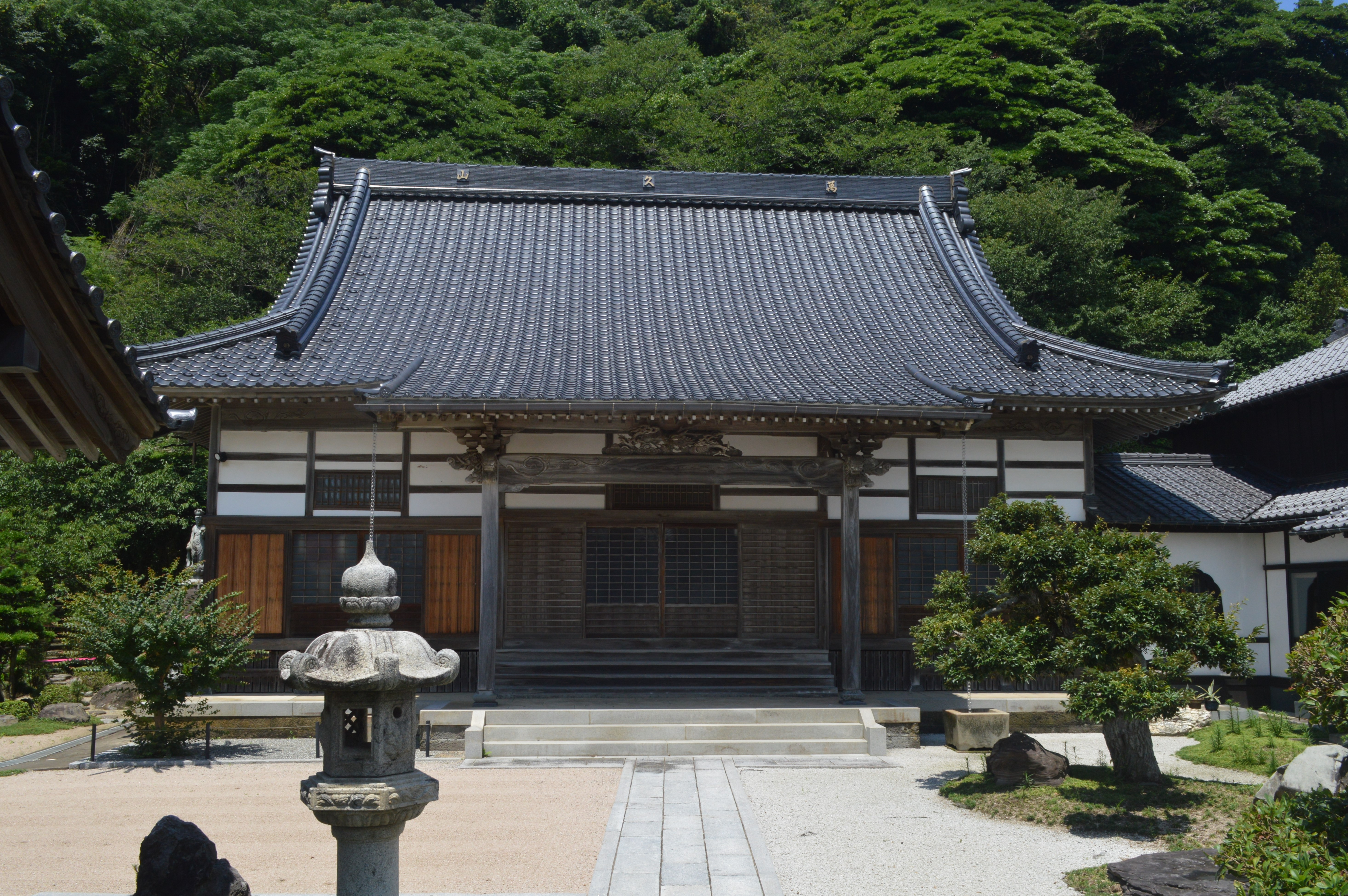
福寿院
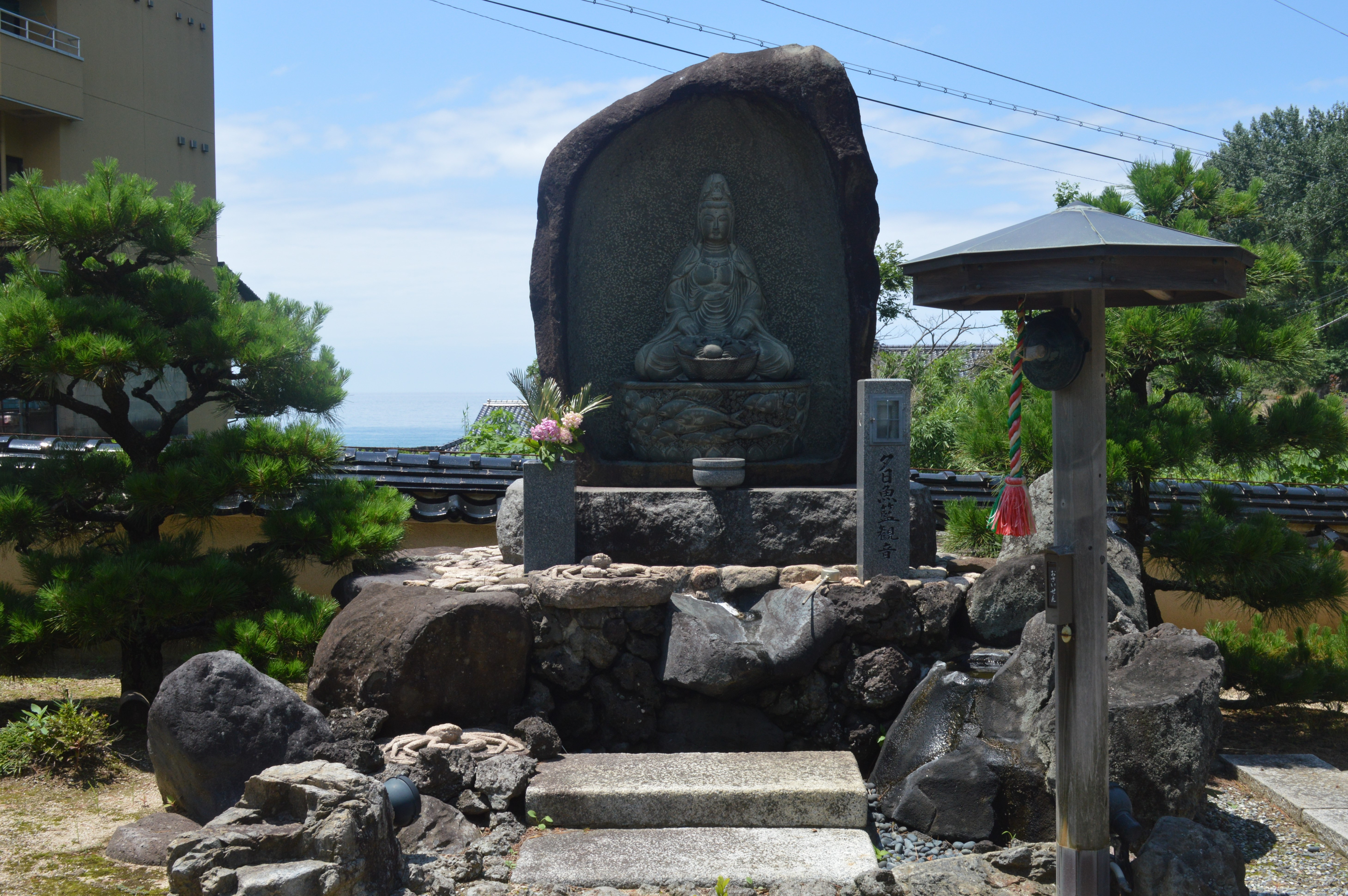
福寿院の夕日魚籃観音

## 施設

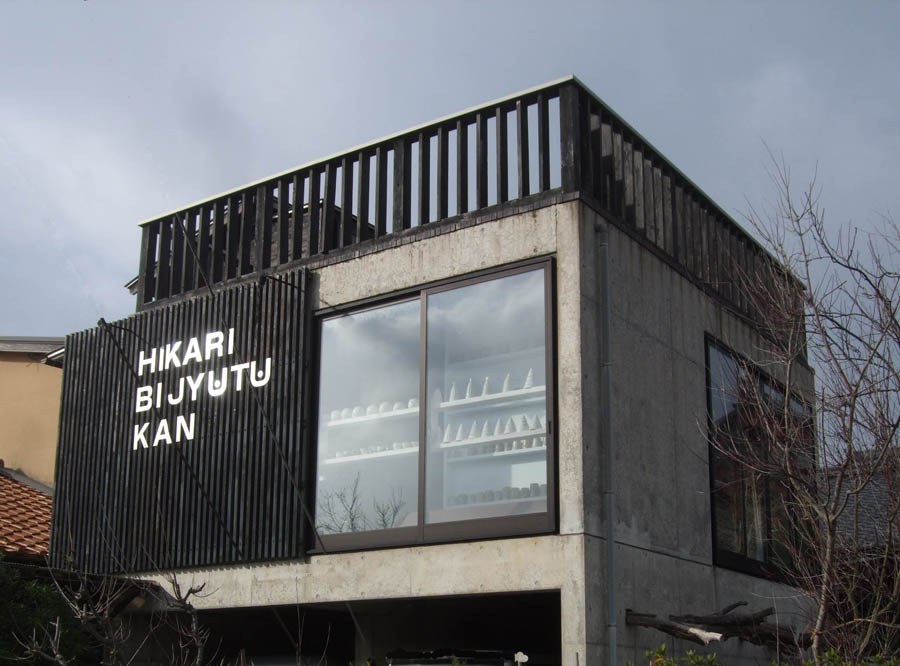
ヒカリ美術館

- ヒカリ美術館 - 2010年（平成22年）に開館した私設の現代美術館[85][86]。丹後地方初の美術館であり、「火」と「光」をテーマとする[85]。地域の環境問題にも取り組んでおり、アートの分野から京丹後市地域の活性化を図るプロジェクトを推進する拠点のひとつとなっている。
- はたやギャラリー夢つむぎ（酒井織物工場） - 2016年（平成28年）6月に完成した機織り（丹後ちりめん）の展示見学施設[87]。
- 浜詰夕日の丘 - 2020年（令和2年）9月13日にオープンした公園[88]。高さ約1.2メートル・幅約9メートルのモニュメントなどがある[88]。
- 八ケ山夕桜公園 - 日本海を一望できる耕作放棄地に整備された公園。2017年（平成29年）3月10日には地元の京丹後市立橘小学校の児童なども参加したオオヤマザクラの記念植樹祭が行われ[89]、4月には丹後ちりめん工場の床材などを用いた展望台が完成した[90]。
- 浜詰観光協会
- 浜詰地区公民館